# Thomas Müller (Physiker)
Thomas Müller (* 16. Januar 1953 in Wuppertal) ist ein deutscher Physiker. Sein Forschungsgebiet ist die experimentelle Teilchenphysik.

## Werdegang
Nach seinem Studium an der Universität Bonn (Diplom 1979) promovierte Müller 1983 mit Daten des CERN-Experimentes UA5 über das Thema „Teilchenerzeugung in Proton-Antiproton-Reaktionen bei 540 GeV Schwerpunktsenergie“. 1988 folgte die Habilitation mit einer Arbeit zum Thema „Production Properties of the Intermediate Vector Bosons W and Z at the CERN p anti-p Collider“ an gleicher Stelle. Nach Forschungsaufenthalten am CERN von 1984 bis 1989 und einer Professur an der Universität von Kalifornien in Los Angeles (UCLA) von 1990 bis 1996 wurde Thomas Müller im Jahr 1995 zum ordentlichen Professor an der Universität Karlsruhe berufen und war bis 2019 Leiter des Instituts für Experimentelle Kernphysik (EKP).

## Forschungsinteressen
Müller arbeitet auf dem Gebiet der experimentellen Teilchenphysik an Hadron-Collidern. Im Rahmen des Standardmodells interessiert er sich vor allem für die Eigenschaften des Top-Quarks sowie für die Suche nach dem Higgs-Boson und dessen Yukawa-Wechselwirkung. Außerdem beteiligt er sich an der Suche nach Anomalien in der EWK-Wechselwirkung. Auch die Physik jenseits des Standardmodells gehört zu seinem Forschungsbereich.
Darüber hinaus nimmt er an der Entwicklung von Detektorkomponenten mit Schwerpunkt auf Kalorimetern und Spurdetektoren teil. Er forscht über Detektoren für eine Spurendriftkammer am International Linear Collider und ist an der Entwicklung des Hochluminositäts-LHC beteiligt.
Im Rahmen seiner Forschungstätigkeiten nahm er bisher an Experimenten am CERN (Intersecting Storage Rings, UA5, UA1, p-pbar Collider, Compact Muon Solenoid), am Fermi National Accelerator Laboratory (Tevatron, Collider Detector at Fermilab, APEX), am Superconducting Super Collider, am ICARUS sowie seit 2008 am Belle-II-Experiment teil.

## Vorlesungen, Vorträge, Artikel
Themen von Müllers Vorträgen, Artikeln und Seminaren sind:
- Der Large Hadron Collider (Artikel in Physik in unserer Zeit)
- Der LHC am CERN: Die Entdeckungsmaschine der Teilchenphysik (Studium generale, Stuttgart)
- Was die Welt zusammenhält (Artikel in der Fridericiana, Heft 63)
- Vom Top-Quark zum Higgs-Boson: Die Suche nach den schwersten Bausteinen der Natur
- Neues vom Top (Seminar DESY Zeuthen 2007)
- Der LHC - dem Urknall auf der Spur (Übersichtsvortrag Herbst 2008)
- Die Entdeckung des Higgs-Bosons (Allgemeines Kolloquium 2012)
- Neue Resultate vom Top Quark (Konferenzvortrag 2012)
- Das Higgs Boson: Neue Messungen und Perspektiven (Hauptvortrag Tagung der Deutsche Physikalische Gesellschaft 2013)

Seine Lehrveranstaltungen haben die folgenden Themen:
- Teilchenphysik
- Experimentelle Methoden der Teilchenphysik
- Der Urknall und seine Teilchen
- Detektoren für Teilchen- und Astroteilchenphysik
- Klassische Experimentalphysik (Mechanik, Elektrodynamik)
- Moderne Experimentalphysik (Teilchen und Hadronen)[2]

## Ämter und Mitgliedschaften
Von 1992 bis 1994 hatte er Leitungsfunktionen an der UCLA (Member of the Legislative Assembly UCLA). Von 1995 bis 2019 leitete er das Institut für Experimentelle Teilchenphysik des Karlsruher Institut für Technologie (KIT). Von 2000 bis 2002 war er Prodekan der Fakultät für Physik an der Universität Karlsruhe. Von 2004 bis 2006 und seit 2019 hat er das Amt des Dekans inne. Von 2004 bis 2006 und seit 2015 ist er Mitglied des KIT-Senats. Im Rahmen der internationalen akademischen Selbstverwaltung war Müller Mitglied (2005–2016) und Deutscher Vertreter (2010–2016) im European Committee for Future Accelerators (EFCA) und Mitglied im Executive Board der Europäischen Physikalischen Gesellschaft (2011–2016).
Müller ist Mitbegründer des Grid Computing Centre Karlsruhe (GridKa) – Deutsches Tier1-Zentrum für den LHC. Von 2001 bis 2018 war er dort Mitglied. Ebenso ist er Mitbegründer des Karlsruher Center of Excellence CETA, dessen Sprecher er von 2004 bis 2007 war.
Müller war von 1994 bis 1996 Co-Sprecher der US-CMS und von 1999 bis 2004 sowie von 2015 bis 2018 Sprecher des deutschen CMS.

### Mitgliedschaften in Gesellschaften, Verbänden und Vereinen
Müller ist Mitglied
- der Deutschen Physikalischen Gesellschaft
- der American Physical Society
- der European Physical Society
- des Deutschen Hochschulverbandes
- der Karlsruher Universitätsgesellschaft
- des Vereins der Freunde und Förderer der Universität Bonn[1]

### Weitere Mitgliedschaften
Von 1984 bis 1985 hatte Müller eine Fellowship des CERN und von 1991 bis 1993 eine des SSC inne. Müller war von 1996 bis 2017 Mitherausgeber der Springer-Zeitschrift Tracts in Modern Physics. Er arbeitete von 1999 bis 2018 im Gutachterausschuss des Bundesministeriums für Bildung und Forschung (BMBF) mit, den er zeitweise leitete. Außerdem saß er von 2005 bis 2011 im Beirat des EUDET (= europäischer Zusammenschluss von 31 Institutionen aus 12 Ländern zur Forschung und Entwicklung von Detektoren für den International Linear Collider; bestand von 2006 bis 2010), den er ebenfalls zeitweise leitete.
Außerdem war Müller Mitglied
- des LEP Komitees (2000–2001)
- des CERN Research Review Boards (1998–2018)
- des Beirats der Österreichischen Akademie der Wissenschaften, HEPHY (2008–2015)
- der Internationalen Union für Reine und Angewandte Physik (IUPAP) (2009–2015)[1]

## Preise und Auszeichnungen
Für seine Arbeiten erhielt Müller von der European Physical Society zweimal den High Energy and Particle Physics Prize: 2013  für die Entdeckung des Higgs-Bosons (ATLAS, CMS) und 2019 für die Entdeckung des Top-Quarks (CDF, D0).

## Familie
Müller ist verheiratet und hat vier Kinder.

## Veröffentlichungen (Auswahl)
- Cross section measurement of t-channel single top quark production in pp collisions at /s=13 TeV, CMS Collaboration, Physics Letters B 772, 2017
- Search for the associated production of a Higgs boson with a single top quark in proton-proton collisions at /s=8 TeV, CMS Collaboration, Journal of High Energy Physics 06, 2016
- Observation of a new boson at a mass of 125 GeV with the CMS experiment at the LHC, CMS Collaboration, Physics Letters B 716, 2012, S. 30–61
- Measurement of the charge asymmetry in top-quark pair production in proton-proton collisions at √s=7 TeV, CMS Collaboration, arXiv:1115.5100, Physics Letters B 709, 2012
- Measurement of the Top-Antitop Production Cross Section in pp Collisions at √s = 7 TeV using the Kinematic Properties of Events with Leptons and Jets, CMS Collaboration, European Physical Journal C71, 2011
- First Observation of Electroweak Single Top Quark Production, CDF Collaboration, Physical Review 103:092002, 2009
- Summary of the CMS Potential for the Higgs Boson Discovery zusammen mit anderen, European Physical Journal C39S2: 41–61,2005
- Development and studies of a time projection chamber with GEMs zusammen mit anderen, Nuclear Instruments and Methods in Physics Research A535, S. 201–205, 2004
- The CMS tracker and its performance, CMS Collaboration, Nuclear Instruments and Methods in Physics Research A408, S. 119–127, 1998
- Measurement of W − γ couplings with CDF in ppbar collisions at √s = 1.8 TeV, CDF Collaboration, Physical Review 74, S. 1936–1940, 1995
- Search for antiproton decay at the Fermilab Antiproton Accumulator, T861-APEX Collaboration, Physical Review 72, S. 1596–1599, 1994
- Production Properties of the Intermediate Vector Bosons W and Z at the CERN p anti-p Collider, Fortschritte der Physik, 37, S. 339–404, 1989 online als PDF
- Production of photons and search for Centauro events at the SPS Collider, UA5 Collaboration, Physics Letters B, 115, S. 71, 1982

### Als Mitherausgeber und Mitautor
- Physics in Collision 2010, Proceedings 30th International Symposium, Physics in Collision 2010, Karlsruhe, Germany
- Hadron Collider Physics 2002, Proceedings of the 14th Topical Conference on Hadron Collider Physics, Karlsruhe, Germany, September 29–October 4,2002, Springer; 1. Edition, 2003, ISBN 978-3540009955
- International Symposium on Vector Boson Self-Interactions, Proceedings of the Symposium on Vector Boson Self-Interactions, AIP Conference Proceedings, Band 350, American Institute of Physics; 1995. Edition 1998, ISBN 978-1563965203
- Photon-Hadron Interactions I, International Summer Institute in Theoretical Physics, Desy, July 12–24, 1971 in  Springer Tracts in Modern Physics, Band 62, Springer; 1. Edition, 1972, ISBN 978-3540057574
- Symposium on Meson-, Photo-, and Electroproduction at Low and Intermediate Energies, Bonn, September 21–26, 1970 in  Springer Tracts in Modern Physics, Band 59, Springer; 1. Edition, 1971, ISBN 978-3540054948
- Electron and Photon Interactions at High Energies in Springer Tracts in Modern Physics, Band 39,  Springer; 1. Edition, 1965, ISBN 978-3540034063